# Cyanocorax affinis
Cyanocorax affinis là một loài chim trong họ Corvidae.